# Гафленц
Гафленц (нем. Gaflenz) — ярмарочная коммуна (нем. Marktgemeinde) в Австрии, в федеральной земле Верхняя Австрия.
Входит в состав округа Штайр. Население составляет 1834 человека (на 31 декабря 2005 года). Занимает площадь 59 км². Официальный код — 41505.

## Политическая ситуация
Бургомистр коммуны — Гюнтер Кельнрайтнер (АНП) по результатам выборов 2003 года.
Совет представителей коммуны (нем. Gemeinderat) состоит из 19 мест.
- АНП занимает 11 мест.
- СДПА занимает 7 мест.
- АПС занимает 1 место.

## Ссылки

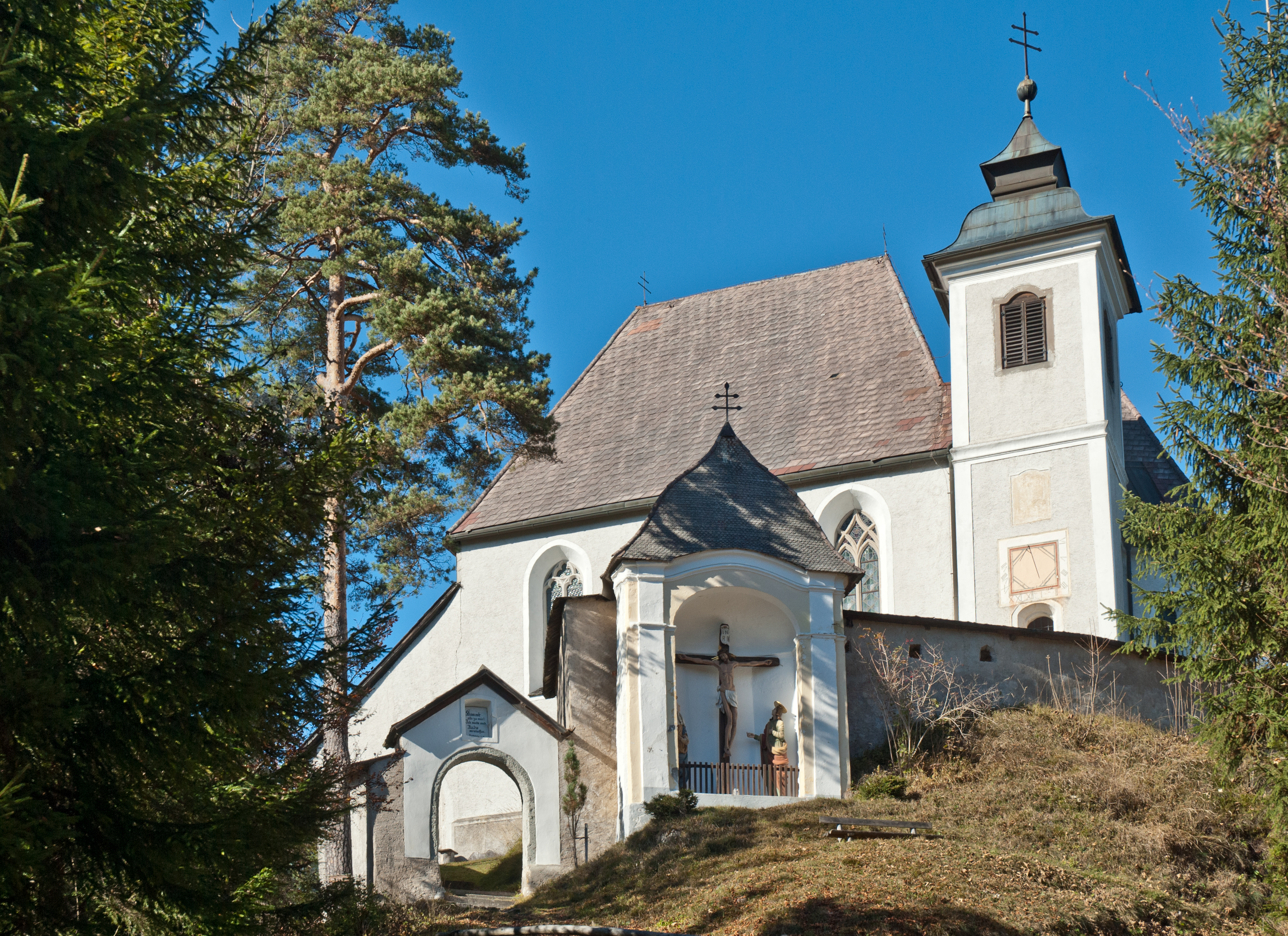
Церковь Святого Себальда на горе Хейлигенштайн